# Habib Beye
Pour les articles homonymes, voir Beye.
Habib Beye, né le 19 octobre 1977 à Suresnes (Hauts-de-Seine), est un footballeur international sénégalais devenu consultant sportif puis entraîneur. Il est l'actuel entraîneur du Stade rennais FC.
Au poste de latéral droit, Habib Beye réalise sa carrière de footballeur de la fin des années 1990 au début des années 2010, d'abord en France au RC Strasbourg et à l'Olympique de Marseille, puis à partir de 2007 en Angleterre, à Newcastle United et Aston Villa en Premier League, puis Doncaster Rovers en Championship.
Il naît et grandit en France d'un père sénégalais et d'une mère française, il est sélectionné en équipe du Sénégal, avec laquelle il participe à la Coupe du monde 2002 ainsi qu'à la Coupe d'Afrique des nations en 2002, 2004, 2006 et 2008.
Après plusieurs années d'activité comme consultant à la télévision, il devient entraîneur. Il dirige le Red Star FC de 2021 à 2024, faisant monter le club de National en Ligue 2. En janvier 2025, il est nommé entraîneur du Stade rennais FC.

## Biographie

### En club

#### RC Strasbourg
Né le 19 octobre 1977 à Suresnes, dans les Hauts-de-Seine, d'un père sénégalais et d'une mère française, Habib Beye débute très jeune le football. Formé comme défenseur central au centre de formation du Paris Saint-Germain, il rejoint en 1998 le RC Strasbourg sous la houlette de Jacky Duguépéroux où il fait ses débuts professionnels.
Le 30 août 1998, il dispute son son premier match professionnel contre le Stade rennais FC lors de la 4e journée de Ligue 1. Le 7 février 1999, il est expulsé lors d'un match contre le Montpellier HSC, puis de nouveau expulsé deux semaines plus tard contre l'Olympique de Marseille, lors de son retour de suspension. Le 2 octobre 1999, il marque son premier but en Ligue 1 contre le FC Girondins de Bordeaux.

#### Olympique de Marseille
À la fin de la saison 2002-2003, Habib Beye rejoint l'Olympique de Marseille pour 1,2 million d'euros, entraîné à l'époque par Alain Perrin. Le 8 août 2003, il dispute son premier match sous le maillot phocéen contre l'AJ Auxerre.
Paradoxalement, et malgré l'absence d'arrière droit de métier convaincant au sein du club, Alain Perrin ne donnera jamais sa chance à Habib Beye qui devra attendre l'arrivée de José Anigo en tant qu'entraîneur de l'équipe pour se voir offrir une place de titulaire dans une défense à 3 aux côtés d'Abdoulaye Meité et de Brahim Hemdani, grâce à ses prestations en Coupe UEFA. Il est titulaire lors de la finale de la Coupe UEFA 2003-2004, perdue par les Olympiens contre le club espagnol du Valence CF sur le score de deux buts à zéro.
Il marque son premier but avec l'Olympique de Marseille contre l'AC Ajaccio lors de la 33e journée de Ligue 1.
Lors de la saison 2004-2005, il confirme et est élu meilleur joueur marseillais de la saison par les internautes des sites ajplOM.fr et OM.net ; il fait aussi partie de l'équipe type de Ligue 1 en tant qu'arrière droit.
Lors de la saison 2005-2006, il fait une saison honorable et élu meilleur olympien de l'année par les Dodgers. En juillet 2006, il prolonge son contrat jusqu'en juin 2007 et est promu capitaine de la formation olympienne.

#### Angleterre
À la fin du mois d'août 2007, Habib Beye est transféré lors du dernier jour du mercato à Newcastle United pour 4 millions d'euros.
Le 7 août 2009, à la suite de la relégation du club de Newcastle United en EFL Championship et alors que son transfert semblait pourtant conclu avec le club de Hull City, Habib Beye décide de rejoindre le club d'Aston Villa pour trois ans et 2,9 millions d'euros,.
Le 21 novembre 2011, peu utilisé à Aston Villa, Habib Beye est prêté pour une durée de trois mois au club des Doncaster Rovers,,.
De retour de prêt fin janvier 2012, il est libéré par Aston Villa. Le 13 février 2012, Habib Beye est finalement recruté par Doncaster Rovers qui lui fait signer un contrat d'un an et demi.
Il est cependant libéré à l'issue de la saison 2011-2012 et prend sa retraite après une carrière professionnelle de 14 ans et un bilan de 448 matchs joués pour 14 buts inscrits.

### En sélection nationale
Ayant la double nationalité sénégalaise et française, Habib Beye choisit la nationalité sénégalaise afin de pouvoir jouer en sélection avec les Lions du pays de la Teranga alors que la sélection française le convoite également. Il dira six ans après sa retraite internationale ne pas regretter ce choix.
Il participe 4 fois à la Coupe d'Afrique des nations en 2002 (Mali), 2004 (Tunisie), 2006 (Égypte), 2008 (Ghana) et à la Coupe du monde 2002. Après la déroute sénégalaise lors de la CAN 2008 au Ghana, Habib Beye annonce sa retraite internationale en février 2008, à seulement 30 ans et après 44 sélections (1 but). Il aura joué son dernier match international contre l'Angola lors de la phase de groupe de la CAN.

### Carrière de consultant sportif
Habib Beye devient ensuite consultant sportif sur Canal+ et commente les matchs du championnat d'Angleterre. Le 17 août 2013, il commente son premier match, une rencontre opposant le Liverpool FC à Stoke City.
Il est également consultant dans l'émission Les Spécialistes le mardi soir pour parler de la Premier League. Il fait également quelques apparitions dans l'émission de L'Équipe du Soir sur la chaîne de la TNT L'Équipe 21 lors du Mondial 2014.
En 2015, il rejoint l'équipe de l'After Foot sur RMC aux côtés de Gilbert Brisbois et Daniel Riolo.
Il devient consultant du Canal Football Club au début de la saison 2015-2016 et participe régulièrement à Radio Foot International, l'émission d'Annie Gasnier sur Radio France internationale (RFI), avec Pierre Ducrocq, Joseph-Antoine Bell et Gilles Verdez.
Le 26 mai 2018, il commente la finale de la Ligue des champions entre le Real Madrid et Liverpool sur C8, chaîne du groupe Canal+, avec Stéphane Guy. De 2018 à 2021, il participe également à l'émission Canal Sports Club diffusée le samedi sur Canal+. Il reste commentateur de la Ligue des champions sur la chaîne cryptée jusqu'au début de 2025, puis quitte Canal après 12 années de présence, se consacrant à un poste d'entraîneur à Rennes,.

### Carrière d'entraîneur
Après avoir passé ses diplômes d’entraîneur, Habib Beye est à la recherche d’une expérience dans le monde professionnel.

#### Red Star FC
Le 31 mai 2021, il intègre le staff du Red Star FC en tant qu’adjoint.
Le 13 septembre 2021, il devient entraîneur intérimaire après le départ de Vincent Bordot. Durant cet intérim, l'équipe remporte deux victoires, signe un nul et concède une défaite en championnat. Le 20 octobre 2021, il devient officiellement l'entraîneur du Red Star FC en National,.
Le club termine la saison 2021-2022 en milieu de tableau. L'exercice suivant permet au club audonien de retrouver le haut du classement, ratant la montée à deux points lors de la dernière journée de championnat. Ses bons résultats lui permettent d'être approché par des clubs de Ligue 1, notamment le Stade brestois 29 ou encore l'Olympique lyonnais.
Le 19 avril 2024, à la suite d'un championnat de National qu'il a nettement dominé, le Red Star FC de Habib Beye est promu en Ligue 2,,.
Le 9 mai 2024, le Red Star FC annonce le départ de son entraîneur,,,.
Le 11 mai 2024, la Fédération française de football (FFF) lui décerne alors le titre de meilleur entraîneur de National de la saison en mai 2024,,.

#### Stade rennais FC
Le 30 janvier 2025, Habib Beye est nommé entraîneur général de l'équipe première du Stade rennais FC et paraphe un contrat de six mois, soit jusqu'en juin 2025,,. Son contrat avec les Rouge et Noir comprend notamment une prolongation automatique d'un an en cas de maintien du club breton en Ligue 1,,. Il devient ainsi le troisième entraîneur de la saison 2024-2025 du Stade rennais FC après les départs de Julien Stéphan et de Jorge Sampaoli (quatrième si l'on compte l'intérim assuré par Sébastien Tambouret pour un match).
Le 2 février 2025, pour son premier match à la tête de l'équipe, ses joueurs s'imposent sur le score d'un but à zéro contre le RC Strasbourg lors de la 20e journée de championnat,,. À la suite de la rencontre, il déclare : « Je pense que les joueurs ont pris du plaisir à souffrir, à courir, à produire les efforts tous ensemble. Ce n’est qu’une victoire, qu’une étape, on va continuer de travailler ». Le 18 avril 2025, il dispute son premier derby breton contre le FC Nantes (victoire, 2-1),,.
Le 2 mai 2025, suite au maintien des Rouge et Noir en Ligue 1, il annonce avant un déplacement contre le Toulouse FC que son contrat a été prolongé automatiquement d'une année supplémentaire, soit jusqu'en juin 2026,,. « Ma clause, elle est claire, vous la connaissez, si le club est en Ligue 1, j'ai un an de contrat automatique (donc) oui, c'est officiel » confirme l'intéressé en conférence de presse d'avant-match,.
Le 17 mai 2025, le Stade rennais FC affronte l'Olympique de Marseille lors de la dernière journée de championnat (défaite, 4-2),. Le club breton termine la saison à la 12e place du championnat, un point derrière l'AJ Auxerre et cinq points devant le FC Nantes. Le bilan de Habib Beye en quinze matchs à la tête des Rouge et Noir est le suivant : huit victoires et sept défaites,,. Au classement des entraîneurs arrivés en cours de saison selon la différence entre leur moyenne de points par match et celle de leurs prédécesseurs, il termine à la première position avec une différence de 0,85 points par match.
Le 18 août 2025, avec une notre de 8/10 suite à la 1re journée de championnat et la victoire de son équipe contre l'Olympique de Marseille (victoire, 1-0), il est nommé entraîneur de l'équipe type du journal L'Équipe avec de deux ses joueurs, Quentin Merlin et Valentin Rongier,.

## Statistiques en club
| Saison                | Club                   | Championnat           | Championnat | Championnat | Coupe(s) nationale(s) | Coupe(s) nationale(s) | Compétition(s) continentale(s) | Compétition(s) continentale(s) | Compétition(s) continentale(s) | Sénégal | Sénégal | Total | Total |
| Saison                | Club                   | Division              | M.          | B.          | M.                    | B.                    | Comp.                          | M.                             | B.                             | M.      | B.      | M.    | B.    |
| 1998-1999             | RC Strasbourg          | Ligue 1               | 23          | 0           | 2                     | 0                     | -                              | -                              | -                              | -       | -       | 25    | 0     |
| 1999-2000             | RC Strasbourg          | Ligue 1               | 33          | 1           | 7                     | 0                     | -                              | -                              | -                              | -       | -       | 40    | 1     |
| 2000-2001             | RC Strasbourg          | Ligue 1               | 31          | 3           | 7                     | 0                     | -                              | -                              | -                              | 1       | 0       | 39    | 3     |
| 2001-2002             | RC Strasbourg          | Ligue 2               | 20          | 3           | 2                     | 0                     | C3                             | 1                              | 0                              | 8       | 0       | 31    | 3     |
| 2002-2003             | RC Strasbourg          | Ligue 1               | 26          | 1           | 1                     | 0                     | -                              | -                              | -                              | 4       | 0       | 31    | 1     |
| 2003-2004             | RC Strasbourg          | Ligue 1               | 1           | 0           | -                     | -                     | -                              | -                              | -                              | -       | -       | 1     | 0     |
| Sous-total            | Sous-total             | Sous-total            | 134         | 8           | 19                    | 0                     | -                              | 1                              | 0                              | 13      | 0       | 167   | 8     |
| 2003-2004             | Olympique de Marseille | Ligue 1               | 22          | 0           | 2                     | 0                     | C1+C3                          | 4+9                            | 0+2                            | 10      | 1       | 47    | 3     |
| 2004-2005             | Olympique de Marseille | Ligue 1               | 37          | 1           | 1                     | 0                     | -                              | -                              | -                              | 5       | 0       | 43    | 1     |
| 2005-2006             | Olympique de Marseille | Ligue 1               | 29          | 1           | 6                     | 0                     | CI+C3                          | 3+8                            | 0+0                            | 6       | 0       | 52    | 1     |
| 2006-2007             | Olympique de Marseille | Ligue 1               | 36          | 0           | 7                     | 0                     | CI+C3                          | 2+4                            | 0+0                            | 6       | 0       | 55    | 0     |
| 2007-2008             | Olympique de Marseille | Ligue 1               | 4           | 0           | -                     | -                     | -                              | -                              | -                              | -       | -       | 4     | 0     |
| Sous-total            | Sous-total             | Sous-total            | 128         | 2           | 16                    | 0                     | -                              | 17                             | 0                              | 27      | 1       | 188   | 3     |
| 2007-2008             | Newcastle United       | Premier League        | 29          | 1           | 1                     | 0                     | -                              | -                              | -                              | 5       | 0       | 35    | 1     |
| 2008-2009             | Newcastle United       | Premier League        | 23          | 0           | 1                     | 0                     | -                              | -                              | -                              | -       | -       | 24    | 0     |
| Sous-total            | Sous-total             | Sous-total            | 52          | 1           | 2                     | 0                     | -                              | -                              | -                              | 5       | 0       | 59    | 1     |
| 2009-2010             | Aston Villa            | Premier League        | 6           | 0           | 3                     | 0                     | C3                             | 2                              | 0                              | -       | -       | 11    | 0     |
| 2010-2011             | Aston Villa            | Premier League        | 3           | 0           | 1                     | 0                     | C3                             | 2                              | 0                              | -       | -       | 6     | 0     |
| 2011-2012             | Aston Villa            | Premier League        | -           | -           | 1                     | 0                     | -                              | -                              | -                              | -       | -       | 1     | 0     |
| Sous-total            | Sous-total             | Sous-total            | 9           | 0           | 5                     | 0                     | -                              | 4                              | 0                              | -       | -       | 18    | 0     |
| 2011-2012             | Doncaster Rovers       | Championship          | 22          | 2           | 1                     | 0                     | -                              | -                              | -                              | -       | -       | 23    | 2     |
| Total sur la carrière | Total sur la carrière  | Total sur la carrière | 345         | 13          | 43                    | 0                     | -                              | 35                             | 0                              | 45      | 1       | 468   | 14    |

### En tant qu'entraîneur
| Saison                    | Club                      | Championnat               | Championnat | Championnat | Championnat | Championnat | Coupe nationale | Coupe nationale | Coupe nationale | Coupe nationale | Total | Total | Total | Total | % Victoires |
| Saison                    | Club                      | Division                  | M           | V           | N           | D           | M               | V               | N               | D               | M     | V     | N     | D     | % Victoires |
| ------------------------- | ------------------------- | ------------------------- | ----------- | ----------- | ----------- | ----------- | --------------- | --------------- | --------------- | --------------- | ----- | ----- | ----- | ----- | ----------- |
| 2021-2022                 | Red Star FC               | National                  | 28          | 11          | 6           | 11          | 5               | 4               | 0               | 1               | 33    | 15    | 6     | 12    | 45,45%      |
| 2022-2023                 | Red Star FC               | National                  | 34          | 17          | 9           | 8           | 3               | 2               | 0               | 1               | 37    | 19    | 9     | 9     | 51,35%      |
| 2023-2024                 | Red Star FC               | National                  | 34          | 19          | 8           | 7           | 3               | 2               | 0               | 1               | 37    | 21    | 8     | 8     | 56,76%      |
| Total au Red Star FC      | Total au Red Star FC      | Total au Red Star FC      | 96          | 47          | 23          | 26          | 11              | 8               | 0               | 3               | 107   | 55    | 23    | 29    | 51,40%      |
| 2024-2025                 | Stade rennais FC          | Ligue 1                   | 15          | 8           | 0           | 7           | -               | -               | -               | -               | 15    | 8     | 0     | 7     | 53,33%      |
| 2025-2026                 | Stade rennais FC          | Ligue 1                   | 1           | 1           | 0           | 0           | 0               | 0               | 0               | 0               | 1     | 1     | 0     | 0     | 100%        |
| Total au Stade rennais FC | Total au Stade rennais FC | Total au Stade rennais FC | 16          | 9           | 0           | 7           | 0               | 0               | 0               | 0               | 16    | 9     | 0     | 7     | 56,25%      |
| Total sur la carrière     | Total sur la carrière     | Total sur la carrière     | 112         | 56          | 23          | 33          | 11              | 8               | 0               | 3               | 123   | 64    | 23    | 36    | 52,03%      |

## Palmarès

### En club
Il remporte son premier titre avec le RC Strasbourg avec la Coupe de France 2001.
Avec l'Olympique de Marseille, il remporte la Coupe Intertoto en 2005 et il est battu en finale de la Coupe UEFA en 2004 par le Valence CF. Il est également vice-champion de France en 2007 et finaliste de la Coupe de France en 2006 et 2007, battu respectivement par le Paris Saint-Germain et le FC Sochaux-Montbéliard.
Le 31 août 2019, à l'occasion des 120 ans de l'Olympique de Marseille, il fait partie du onze de légende du club établi par le vote des supporters. Il déclarera à ce sujet qu'il devrait être « sur le banc des remplaçants » et que des joueurs comme Jocelyn Angloma ou Manuel Amoros mériteraient plus d'y figurer.
En tant qu'entraîneur, il est champion de National 2024 avec le Red Star FC.

### En sélection nationale
Avec le Sénégal, il est finaliste de la Coupe d'Afrique des nations en 2002, battu par le Cameroun. Il est également quatrième de la Coupe d'Afrique des nations en 2006.

### Distinctions personnelles
- Membre de l'équipe type de Ligue 1 en 2005.
- Nommé meilleur entraîneur de National en 2024[27].

## Filmographie
- 2004 : Plus belle la vie (saison 1, épisode 23)